# Prior (Stargate)
Los priores son personajes de ficción en el universo de Stargate. Son seres humanos altamente evolucionados que sirven a los Ori, actuando como sus misioneros, por lo que viajan a distintos planetas para difundir la religión del Origen. Como los Ori son incapaces de afectar directamente al universo material de la galaxia de la Vía Láctea debido a la protección de los ascendidos Antiguos, envían a los Priores como sus representantes. Robert C. Cooper señaló que los Priores tienen "estos poderes increíbles, sobrehumanos", que les permiten realizar sucesos que convencen a las personas de que son milagros, leer la mente, atacar a enemigos, y resucitar a los muertos. También desatan plagas como castigo por no seguir a los Ori. Los Priores creen fervientemente en su misión, y básicamente ofrecen una religión real con grandes promesas. Los Priores han sido localizados en varios mundos, intentando convertir a las poblaciones locales y luchando con cualquiera que intentara detenerles, incluyendo a los Tau'ri y los Jaffa.
Como se muestra en la serie, los Priores son humanos normales que son transformados por los Ori a un estado evolucionado para servir como misioneros como recompensa por su lealtad y devoto servicio. Este proceso altera radicalmente su aspecto: pelo y piel albinos, rastros de líneas en la barbilla y mejillas, y una modificación de su cráneo encima y detrás de los ojos. Sus ojos aparecen como una pupila grisácea sin iris. Los Priores pueden ser temporalmente deshabilitados empleando ultrasonidos que les impidan acceder a las áreas más desarrolladas de sus cerebros.
Como medio de comunicación usan los cristales de sus bastones, que se encuentran conectados entre sí, lo cual le permite a su líder, el Doci comunicarse con todos a la vez. No obstante, estas conexiones se ven limitadas dentro de cada galaxia. Esto resulta ser una debilidad fatal, ya que cuando en la película Stargate: El Arca de la Verdad el Arca se abre delante del Doci y de un Prior de la Vía Láctea, su efecto es transmitido por los cristales al resto de priores que hay en cada galaxia, provocando que dejen de creer en los Ori y descubriendo que su misión religiosa no era más que un gran engaño concebido para manipularles.